# حكيم امقران
حكيم امقران لاعب كرة قدم جزائري ويلعب حاليا لنادي وفاق سطيف.